# Lee Garlington
Lee Garlington est une actrice et réalisatrice américaine née le 20 juillet 1953 à Teaneck, New Jersey (États-Unis).

## Filmographie

### comme actrice

#### Cinéma
- 1981 : King of the Mountain : Figurante
- 1981 : Carbon Copy : Figurante
- 1983 : Psychose 2 (Psycho II) : Myrna
- 1986 : Cobra de George Cosmatos : Nancy Stalk
- 1986 : Psychose 3 (Psycho III) : Myrna
- 1987 : Hell Comes to Frogtown : Briefing Officer
- 1987 : L'Amour à l'envers (Some Kind of Wonderful) : la prof de gym
- 1987 : In the Mood (en) : Serveuse du Schlitz
- 1988 : La Septième Prophétie (The Seventh Sign) : Dr Margaret Inness
- 1989 : Trois fugitifs (Three Fugitives) : Femme flic
- 1989 : Jusqu'au bout du rêve (Field of Dreams) : Beulah, la mère en colère
- 1991 : Meet the Applegates (en) de Michael Lehmann : Nita Samson
- 1992 : Les Experts (Sneakers) : Dr Elena Rhyzkov
- 1993 : Jack l'ours (Jack the Bear) : Mme Festinger
- 1993 : My Life : Carol Sandman
- 1994 : Poolside Ecstacy : Comtesse
- 1994 : Reflections on a Crime : Tina
- 1995 : The Babysitter de Guy Ferland : Dolly Tucker
- 1996 : Driven : Marian
- 1997 : Women Without Implants
- 1997 : Le Pic de Dante (Dante's Peak) : Dr Jane Fox
- 1999 : Freak Talks About Sex : La mère de Nichole
- 2000 : The Big Thing : L'épouse de Beiber
- 2000 : Boys and Girls de Robert Iscove : Hôtesse du vol L.A.
- 2000 : Coup de foudre pour toujours (Forever Lulu) : Linda Davis
- 2001 : Évolution : Reporter
- 2001 : American Pie 2 de James B. Rogers : La mère de Natalie
- 2001 : Layover : Public Defender Boone
- 2001 : Lovely and Amazing : La mère de Jordan
- 2002 : Photo Obsession (One Hour Photo) : Une serveuse
- 2002 : Life Without Dick : La mère de Colleen's
- 2002 : La Somme de toutes les peurs (The Sum of All Fears) : Mary Pat Foley
- 2002 : Une nana au poil (The Hot Chick) : Mme Marjorie Bernard (le proviseur)
- 2004 : Fish Burglars : Dr Towers
- 2004 : Les Vacances de la famille Johnson (Johnson Family Vacation) : Betty Sue
- 2004 : Guarding Eddy : Helen
- 2005 : The Ties That Bind : thérapeute
- 2005 : Sept Ans de séduction (A Lot Like Love) : Hôtesse de l'air
- 2005 : Mortuary de Tobe Hooper : Rita
- 2005 : American Gun : Psychologue
- 2005 : Mrs. Harris : Ex-maîtresse n°2
- 2005 : Partner(s) : La mère de Dave
- 2006 : Un goût de nouveauté (Something New) : Mme Cahan
- 2006 : Les Mots d'Akeelah (Akeelah and the Bee) : Regional Judge
- 2006 : Stick It : Head Vault Judge
- 2021 : Une affaire de détails (The Little Things) de John Lee Hancock : Landlady

#### Télévision
- 1993 : Friends [TV (The One With The Boobies)] : Ronnie Rappellano
- 1985 : Do You Remember Love (TV) : Seconde mère
- 1987 : Murder Ordained (TV) : Amie de Lorna
- 1987 : Student Exchange (TV) : Mme Whitcoms
- 1988 : Winnie (TV) : Gladys
- 1989 : The Seinfeld Chronicles (TV) : Claire
- 1989 : A Brand New Life (série TV) : Linda
- 1989 : La Destinée de Mademoiselle Simpson (Cold Sassy Tree) (TV)
- 1990 : Last Flight Out (TV) : Jan
- 1990 : A Killing in a Small Town (TV) : Peggy Blankenship
- 1990 : Lenny (série TV) : Shelly Callahan
- 1990 : When You Remember Me (TV) : Joanne
- 1991 : The Whereabouts of Jenny (TV) : Gina
- 1991 : Posing: Inspired by Three Real Stories (TV) : Josette
- 1992 : Honor Thy Mother (TV)
- 1992 : Arresting Behavior (série TV) : Connie Ruskin
- 1992 : Shame (TV) : Tina Farrell
- 1992 : When No One Would Listen (TV) : Lee
- 1993 : Kiss of a Killer (TV) : Helaine
- 1993 : Amours à hauts risques (Dying to Love You) (TV) : Rita
- 1993 : Passion enflammée (Torch Song) (TV) : Phyllis
- 1993 : L'Instinct de survie (River of Rage: The Taking of Maggie Keene) (TV) : Janice
- 1993 : Love Matters (TV) : Nan
- 1993 : La Condamnation de Catherine Dodds (The Conviction of Kitty Dodds) (TV) : Anne Williams
- 1994 : Higher Education (série TV) : Faye
- 1994 : Higher Education (TV) : Faye
- 1994 : La Victoire d'une mère (The Yarn Princess) (TV) : Wanda
- 1994 : Retour vers le passé (Take Me Home Again) (TV) : Nell
- 1995 : La Mémoire volée (See Jane Run) (TV) : Carole Garson
- 1995 : Dix ans d'absence (Whose Daughter Is She?) (TV) : Annie
- 1996 : Summer of Fear (TV) : Winnie
- 1996 : Townies ("Townies") (série TV) : Kathy Donovan
- 1998 : L'Expérience fatale (en) (Host) (TV)
- 1999 : La Ferme aux ballons (Balloon Farm) (TV)
- 1999 : Embrouilles dans la galaxie (Can of Worms) (TV) : Pamela Pillsbury
- 1999 : Le Flic de Shanghaï (Martial Law) (TV) : Juge Mary Ruben (saison 1, épisode 5)
- 2000 : Sex Revelations (If These Walls Could Talk 2) (TV) : Georgette (segment "1972")
- 2001 : Stranger Inside (TV) : Warden Arnold
- 2001 : Arabesque : L'Heure de la justice (Murder, She Wrote: The Last Free Man) (TV) : Laura Lee Kestes
- 2004 : Will et Grace (TV) : Annette
- 2005 : Détective (TV) : Beatrice Doil
- 2009 : Flashforward (TV) : Carline
- 2009 : Une seconde vie (Mrs. Washington Goes to Smith) (TV) : Jane Burns
- 2010 : Psych : Enquêteur Malgré lui (La classe qui tue) (saison 5, épisode 4) : Eugenia
- 2018 : Harmonie de Noël (Christmas Harmony) (TV) : Debbie

### comme réalisatrice
- 1987 : P.A.N.I.C in Griffith Park